# Xenolpium madagascariense
Espèce
Synonymes
- Parolpium madagascariense Beier, 1931

Xenolpium madagascariense est une espèce de pseudoscorpions de la famille des Olpiidae.

## Distribution
Cette espèce se rencontre à Madagascar, aux Seychelles et en Inde.

## Systématique et taxinomie
Cette espèce a été décrite sous le protonyme Parolpium madagascariense par Beier en 1931. Elle est placée dans le genre Xenolpium par Spaull en 1979.

## Étymologie
Son nom d'espèce, composé de madagascar(i) et du suffixe latin -ensis, « qui vit dans, qui habite », lui a été donné en référence au lieu de sa découverte, Madagascar.

## Publication originale
- Beier, 1931 : Neue Pseudoscorpione der U. O. Neobisiinea. Mitteilung aus dem Zoologischen Museum in Berlin, vol. 17, p. 299-318.